# Doudeauville (Passo di Calais)
Doudeauville è un comune francese di 516 abitanti situato nel dipartimento del Passo di Calais nella regione dell'Alta Francia.
Il territorio comunale è bagnato dal fiume Course, del quale ospita la sorgente nella sua frazione omonima.

## Società

### Evoluzione demografica
Abitanti censiti